# Katedra św. Pawła w Dundee
Katedra świętego Pawła w Dundee (ang. Cathedral Church of Saint Paul) – katedra diecezji Brechin Szkockiego Kościoła Episkopalnego. Mieści się w Dundee przy ulicy Castle Hill.
Zaprojektowana przez Sir George'a Gilberta Scotta i zbudowana w 1853 roku. Wzniesiona na planie krzyża, w stylu neogotyckim z zewnętrzną apsydą, nawami z bocznymi szczytami i wieżą z iglicą od strony zachodniej (kościelnej). Mur z gruzowanego piaskowca i kremowych ciosów, dach złożony z szarych łupków. Betonowy fundament o ciągłym przebiegu, przyporowe nawy boczne i narożniki; spiczaste okna z geometrycznymi maswerkami i sztukateriami, 2 okna w apsydzie i prezbiterium, 3 okna w szczytach bocznych, 4 okna w transeptach; gzyms zwieńczony murem ciosowym w nawach bocznych, szczyty ukośne zwieńczone ząbkowaniem, kwiatony krzyżowe w apsydzie i transeptach, kwiaton chorągiewkowy na iglicy, wieża 4-stopniowa z galerią w narożniku północno-wschodnim.